# Yamashiroya-Zwischenfall

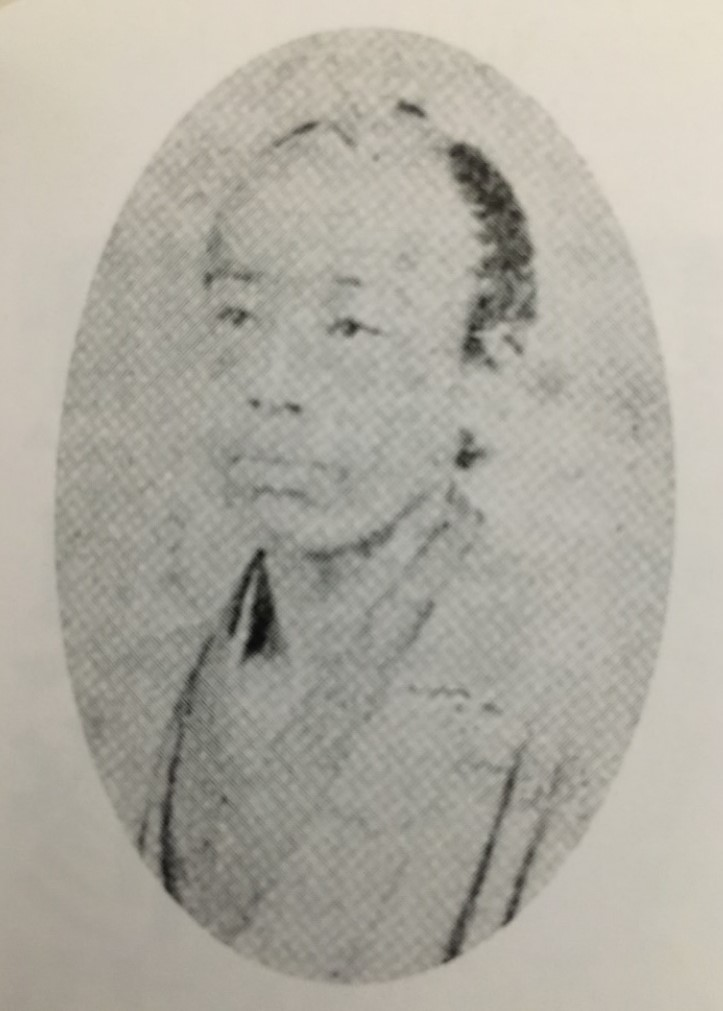
Yamashiroya Kazusuke

Der Yamashiroya-Zwischenfall (japanische 山城屋事件 Yamashiro jiken) war ein Finanzskandal im Japan der frühen Meiji-Zeit.

## Übersicht
Yamashiroya Kazusuke (山城屋 和助), eigentlich Nomura Sanchizō (野村 三千三), der Leiter einer Reiterabteilung der Chōshū-Domäne war, wurde unter seinem Landsmann Yamagata Aritomo kaiserlicher Kaufmann in Yokohama. Er beschäftigte  sich mit dem Handel mit Rohseide und brachte enormen Reichtum in und aus verschiedenen Provinzen zusammen.
Yamashiroya scheiterte schließlich jedoch auf dem Rohseidenmarkt, erhielt aber vom Heeresministerium einen illegalen Kredit von mehr als 600.000 Yen. Mit dem Geld ging er im Dezember 1871 ins Ausland. Nachdem jedoch Vorwürfe laut wurden, dass er in Paris viel Geld ausgäbe, kehrte er nach einem Telegramm des Heeresministers Aritomo nach Japan zurück. Da er seine Schulden nicht zurückzahlen konnte, beging er am 29. November 1872 in der Ausbildermesse des Kriegsministeriums Selbstmord.
Obwohl alle relevanten Dokumente verbrannt worden waren, war der Verdacht gegen Yamagata groß, Yamashiroya unterstützt zu haben. Die Anschuldigungen ließen nicht nach, auch weil der Oberste Richter Etō Shimpei sie im Zusammenhang mit dem ähnlichen Mitani-Sankurō-Vorfall (三谷三九郎事件) im April 1873 scharf anprangerte, so dass Yamagata schließlich im April desselben Jahres als Heeresminister zurücktrat, um die Verantwortung zu übernehmen.
Es war ein Vorfall, der die Korruption des Militärs im ersten Jahr der Meiji-Ära widerspiegelte.